# Église Saint-Saturnin de Belpech
Pour les articles homonymes, voir Église Saint-Saturnin.
L'église Saint-Saturnin est une église romane située à Belpech dans le Lauragais, pays du département français de l'Aude en région Occitanie.

## Historique
L'église romane de Belpech fut construite au XIIe siècle : son portail roman affiche la date de 1162 sous la corniche.
Son portail et la chapelle du Saint-Sépulcre font l'objet d'un classement au titre des monuments historiques depuis le 26 décembre 1906.
L'église en totalité y compris la salle du patronage est inscrit par arrêté du 18 septembre 2023

## Architecture extérieure
L'église, édifiée en briques, possède un remarquable portail roman en marbre daté de 1162.
Ce portail est encadré de quatre paires de colonnes surmontées de chapiteaux dont les corbeilles sculptées figurent des cavaliers, des monstres et des sirènes affrontés.
Les tailloirs de ces chapiteaux se rejoignent et sont ornés de rinceaux et de têtes d'animaux fantastiques.
Les chapiteaux sont prolongés de part et d'autre du portail par une frise sculptée qui, à gauche, représente la remise des clés à saint Pierre et sa crucifixion.
Ces chapiteaux supportent une archivolte à voussures multiples, cantonnée d'une frise sculptée figurant des hippocampes.
Ce portail est surmonté d'un chrisme, de deux bas-reliefs figurant l'Annonciation (l'ange à gauche et Marie à droite) et d'une corniche supportée par des modillons sculptés figurant des têtes d'animaux.
Plus haut, la façade est percée d'un immense oculus et sommée d'un clocher-mur à cinq baies campanaires cintrées.

Le portail
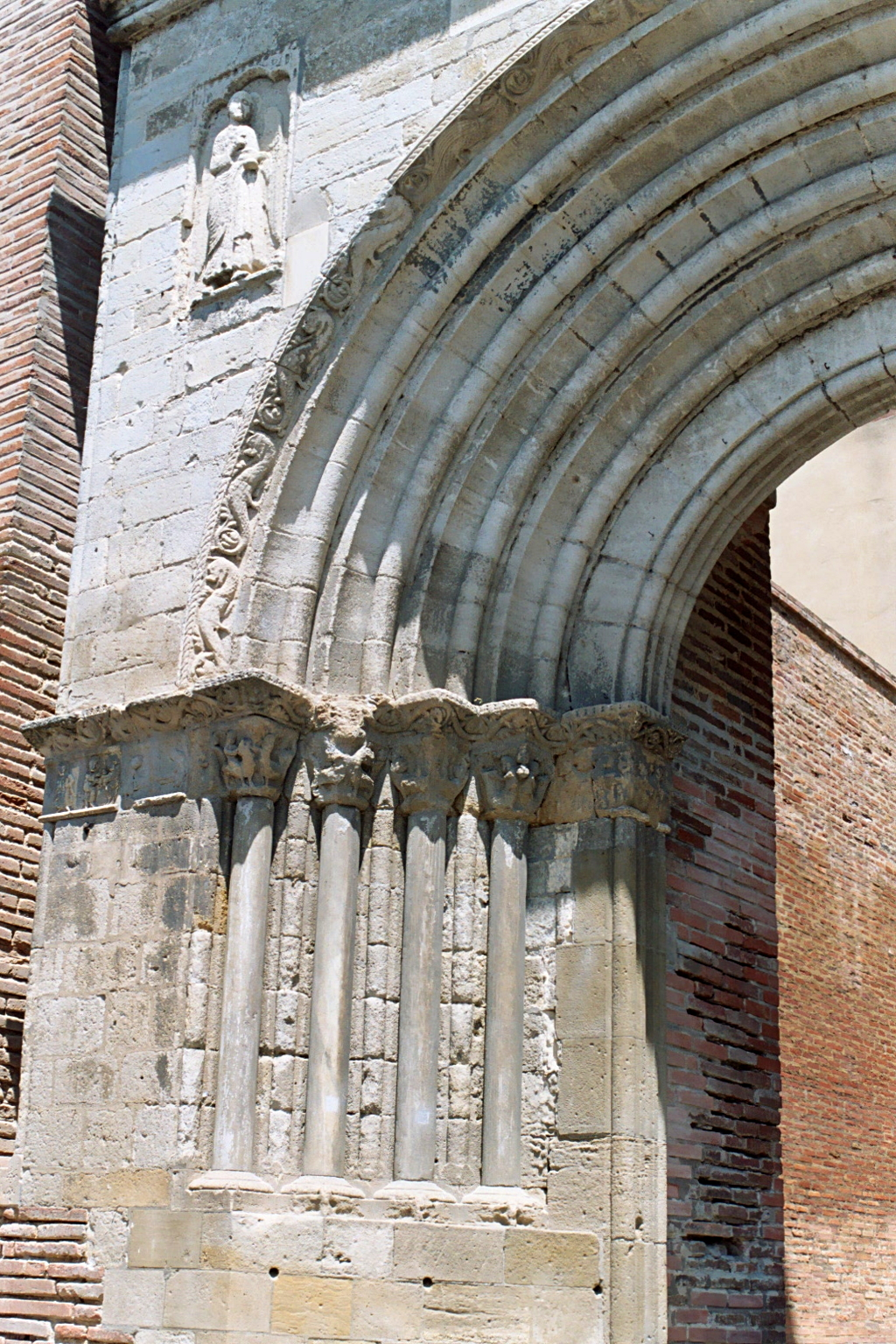
Colonnes de gauche. En haut, l'ange de l'Annonciation.
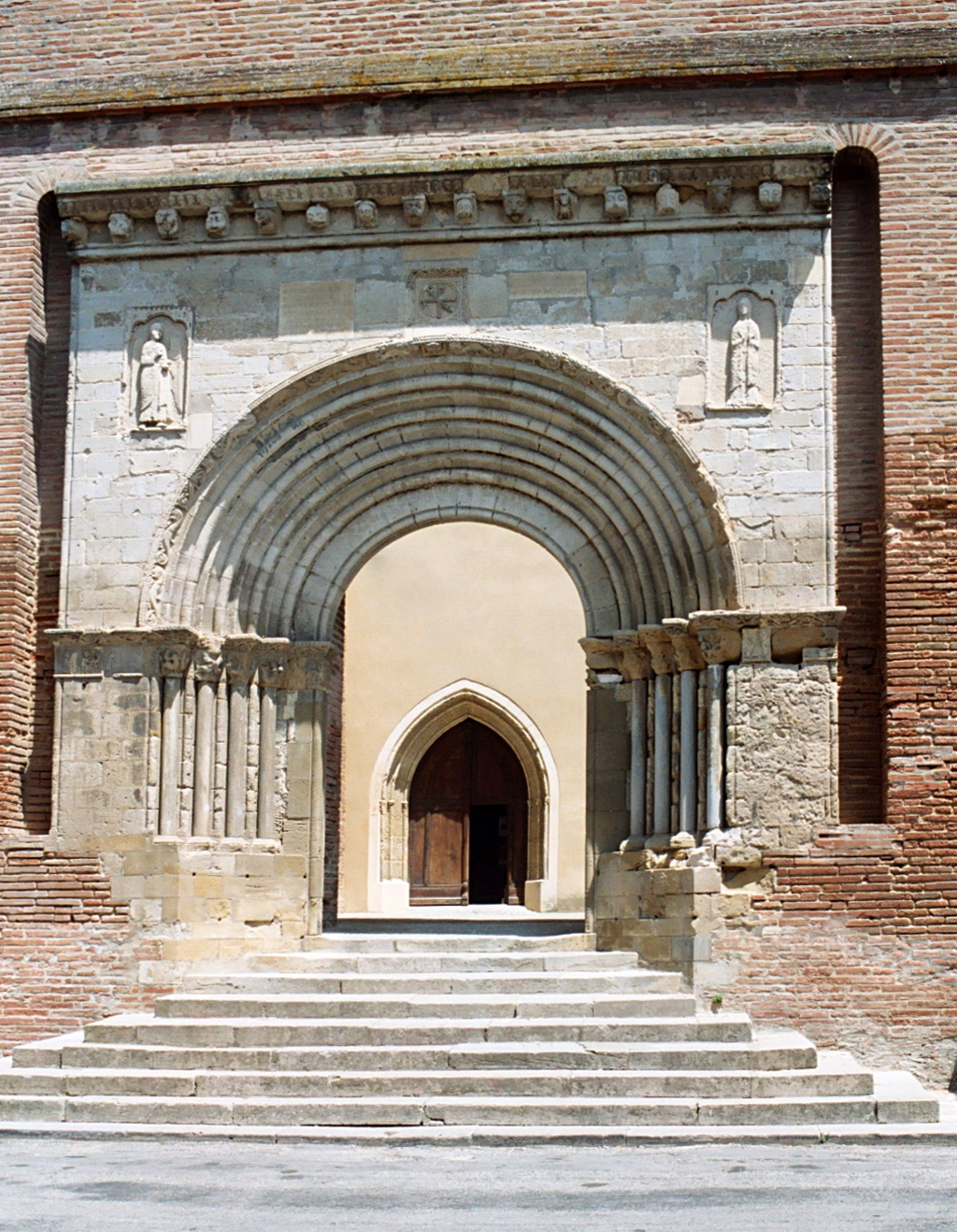
Le portail.

## Architecture intérieure
Elle abrite la chapelle du Saint-Sépulcre.

Intérieur de l'église
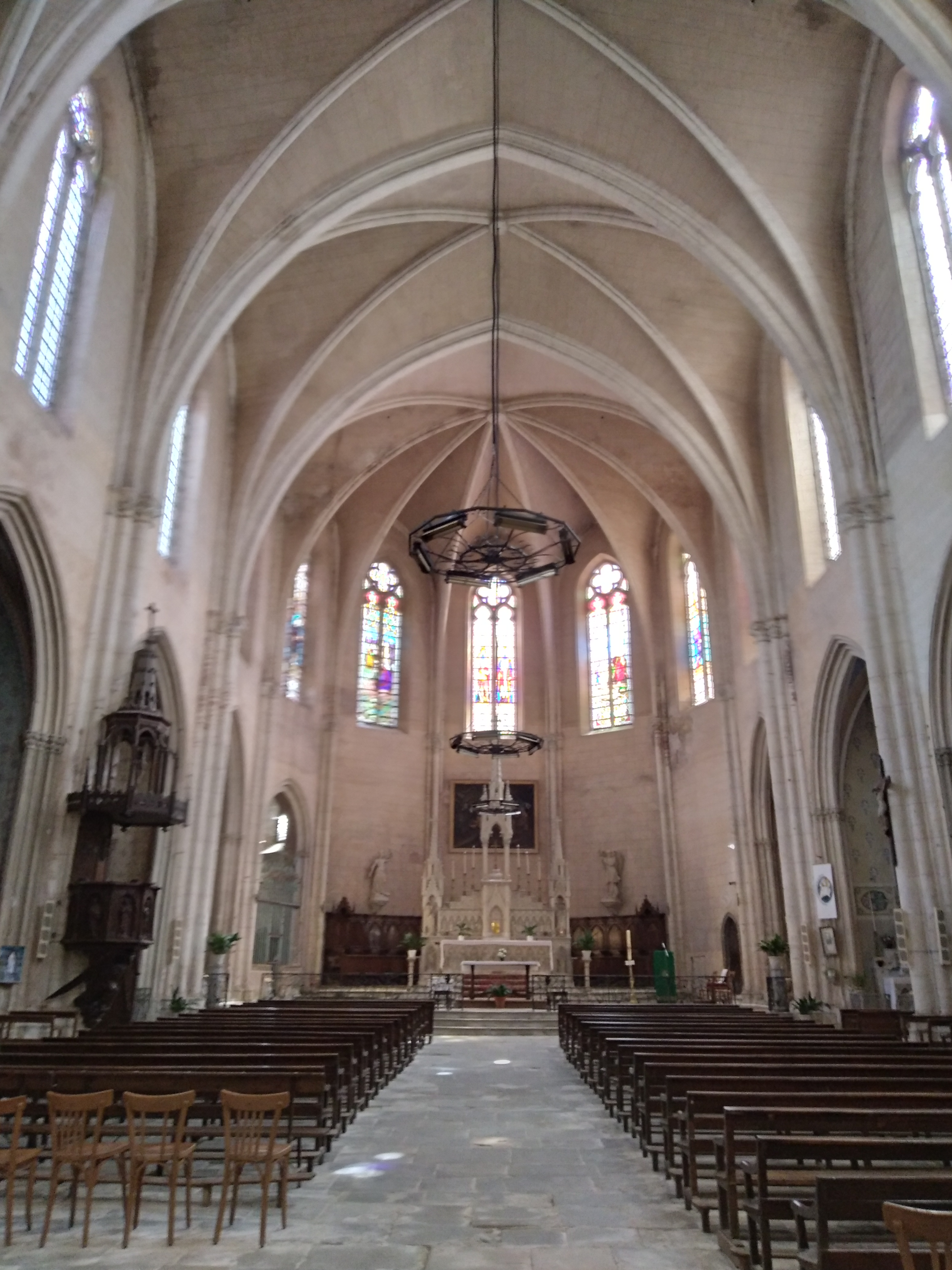
Nef.
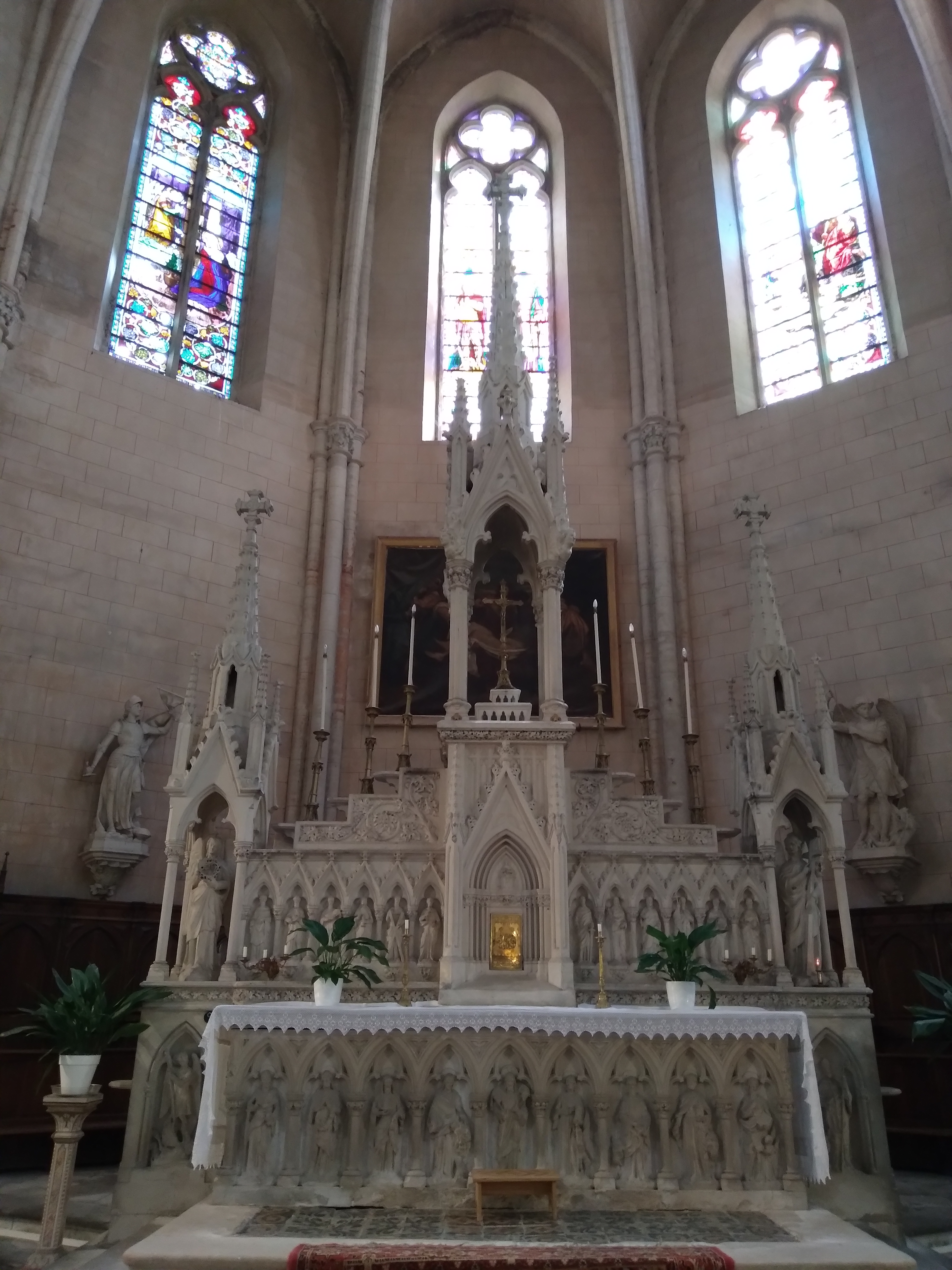
Autel.
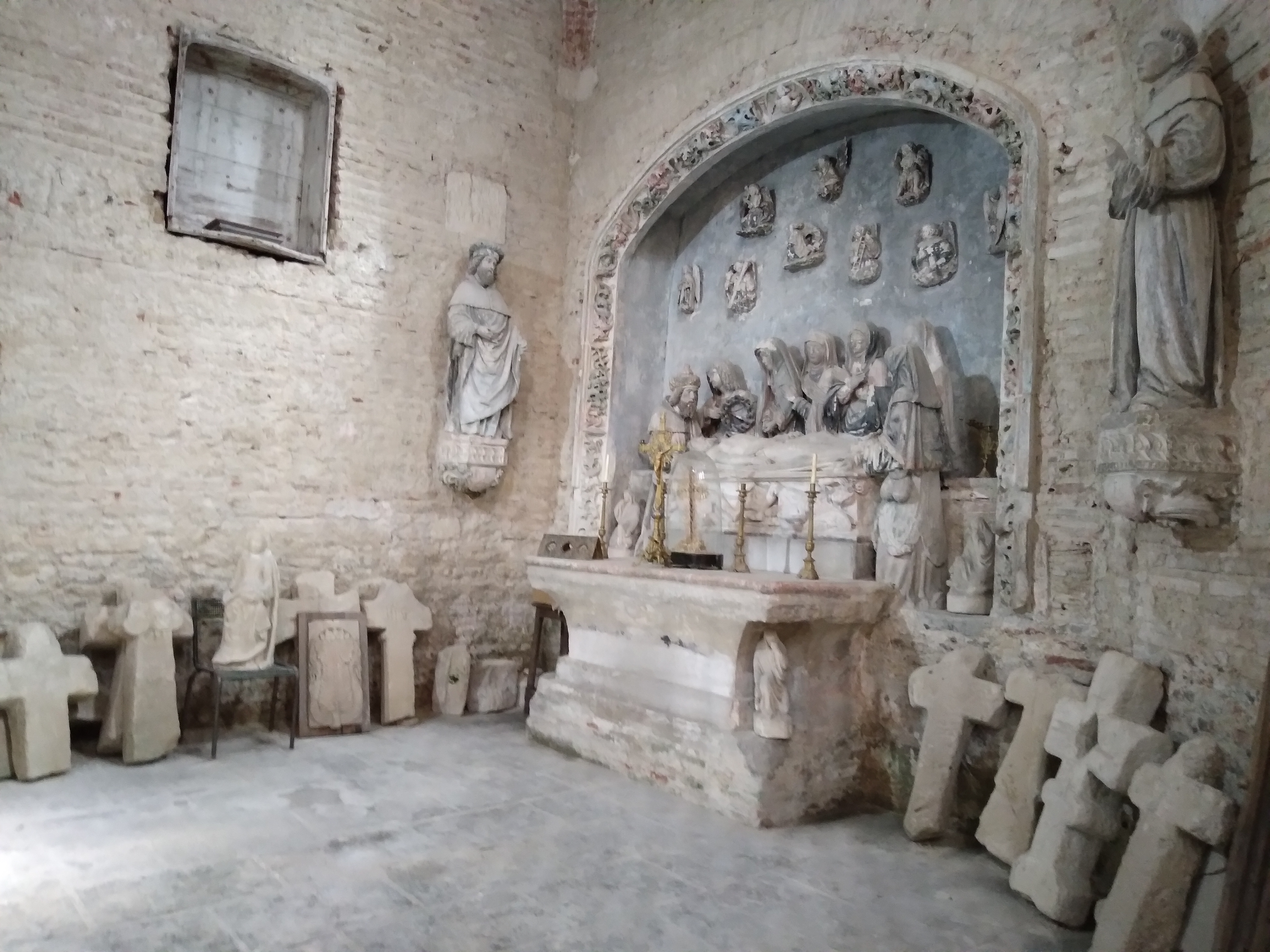
Chapelle du Saint-Sépulcre.